# Bukowa Góra (Góry Opawskie)
Bukowa Góra lub Bukowa – szczyt o wysokości 507 m n.p.m. w polskiej części Gór Opawskich w Sudetach Wschodnich.
Wzniesienie położone na obszarze Parku Krajobrazowego Gór Opawskich w północno-wschodniej części Gór Opawskich, na północnej ich krawędzi, około 1,2 km na południowy wschód od centrum miejscowości Jarnołtówek. Należy do Korony Parku Krajobrazowego Góry Opawskie.
Wzniesienie w kształcie niewielkiego wału rozciągającego się na kierunku NNW-SSE z dwoma mało wyrazistymi kopulastymi szczytami oddzielonymi od siebie niewielkim siodłem. Wznosi się w końcowym odcinku bocznego grzbietu odchodzącego od Biskupiej Kopy w kierunku północno-wschodnim. Od szczytu mniejszego w kierunku południowo-wschodnim wyrasta o kilka metrów wyżej szczyt główny. Wzniesienie charakteryzuje się zróżnicowaną rzeźbą i ukształtowaniem oraz stromymi zboczami, które wyraźnie wydzielają wykształcone górskie doliny: od północy dolina Złotego Potoku, a od zachodu dolina potoku Bolkówka. Wzniesienie zbudowane z skał osadowych pochodzenia morskiego, głównie piaskowców, mułowców z otoczakami oraz łupków fyllitowych. Zbocza wzniesienia pokrywa niewielka warstwa młodszych osadów z okresu zlodowaceń plejstoceńskich. We wschodnim zboczu wzniesienia zalega warstwa łupku fyllitowego. Na wschodnim zboczu poniżej szczytu znajduje się „Piekiełko”, dawne wyrobisko po działalności górniczej kamieniołomu łupków fyllitowych, z których wykonywano dachówki do pokrywania dachów i ścian budynków. Drugie wyrobisko na zboczu wzniesienia po nieistniejącym kamieniołomie to "Gwarkowa Perć". Na stromym odcinku północnego zbocza powyżej przełomu Złotego Potoku rozciąga się niewielki skalisty grzbiecik ze sterczącymi skałami nazwany "Karliki". Cała powierzchnia wzniesienia łącznie z partią szczytową porośnięta jest lasem regla dolnego ze znaczną domieszką drzew liściastych, wśród których występują stare pomnikowe jawory i wielkie głazy. Zboczami trawersują ścieżki i drogi leśne, a grzbietem prowadzi żółty szlak turystyczny z Jarnołtówka do schroniska „Pod Biskupią Kopą”. U północno-zachodniego podnóża wzniesienia, położona jest miejscowość Jarnołtówek. Położenie wzniesienia, oraz kształt czynią wzniesienie rozpoznawalnym w terenie.
Osobliwością góry są liczne okazałe skały, na niektórych znajdują się wyryte napisy np. autograf F. Rösllera z 1936 r., lub "F.A.D. 1938. Skrót FAD to Freiwilliger Arbeitsdienst. FAD było organizacją paramilitarną założoną w 1931 r., której zadaniem było przygotowanie zastępczej pracy młodym bezrobotnym. FAD specjalizowało się w budowie dróg, pracach rolnych i leśnych. 